# Joseph Rosenauer

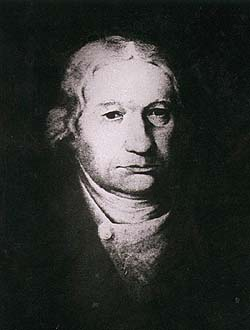
Joseph Rosenauer

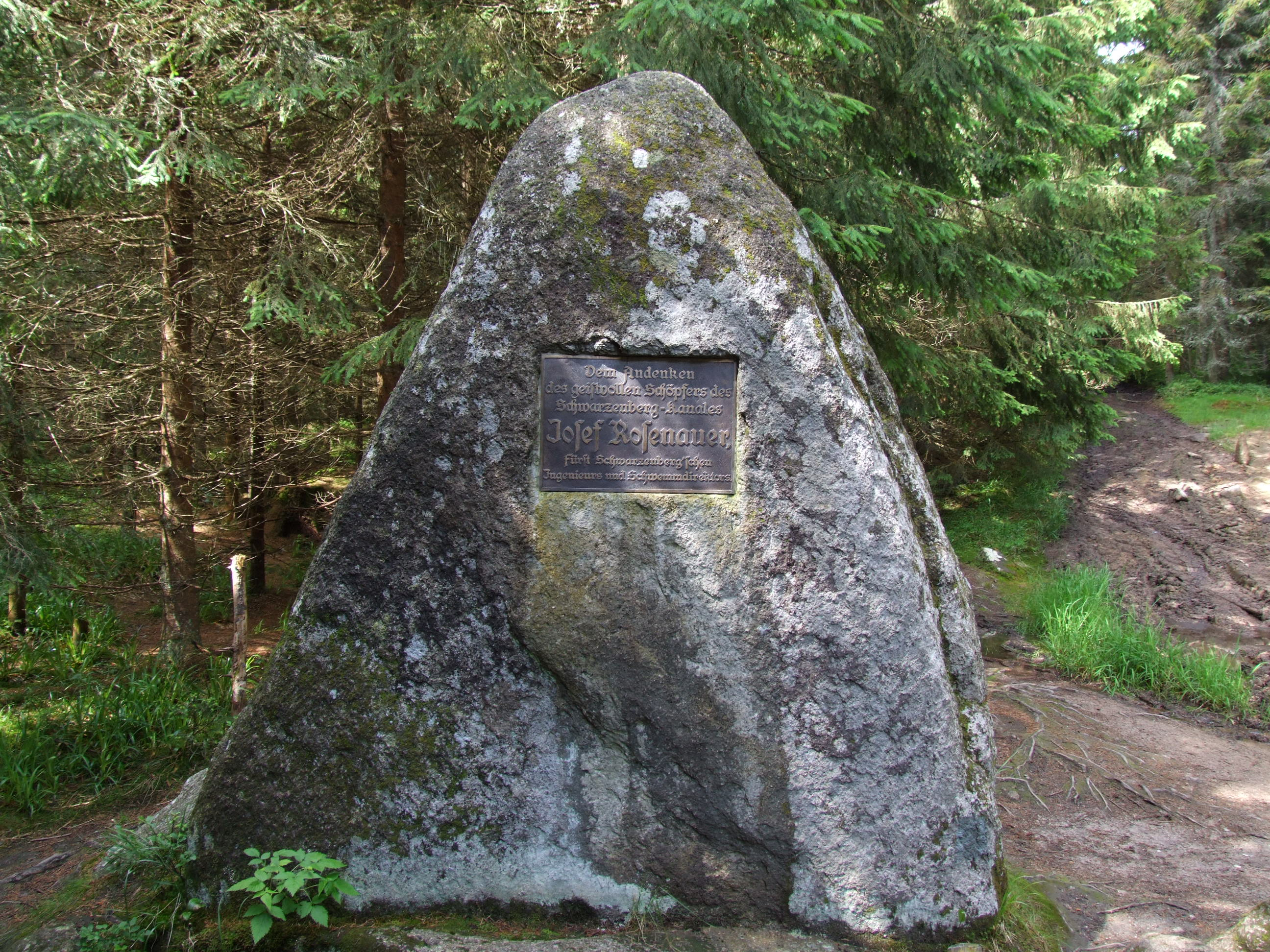
Gedenkstein für Joseph Rosenauer im Böhmerwald

Joseph Rosenauer (auch Josef Rosenauer; * 26. Januar 1735 in Kalsching, Böhmen; † 10. März 1804 in Krumau, Böhmen) war ein Forstingenieur und Landvermesser im Dienst der Fürsten Schwarzenberg.

## Leben
Joseph Rosenauer begann mit 13 Jahren eine Lehre in der Fürstlich-Schwarzenbergischen Fasanerie in Rotenhof (Červený Dvůr) bei Kalsching. Nachdem er eine außergewöhnliche Begabung für das Forstwesen gezeigt hatte, wurde er im Jahre 1759 Gehilfe der Fürstlichen Forstverwaltung in Krumau, die ihm später ein Studium an der Wiener Ingenieurakademie ermöglichte. Nach dem hervorragenden Abschluss im Mai 1770 wurde ihm ein Jahr später der Titel eines Fürstlichen Forstingenieurs verliehen. Nach anschließenden geodätischen Studien und Prüfungen wurde er 1774 zum vereidigten Landvermesser ernannt.
Zu seinen bedeutendsten Erfolgen gehört der Bau des Schwarzenberger Schwemmkanals. Mit ihm wurde eine Verbindung zwischen der oberen Moldau und der Donau geschaffen, wodurch das Holz aus dem damals schwer zugänglichen Böhmerwald kostengünstig bis nach Wien transportiert werden konnte. Die Pläne, die Rosenauer alle selbst berechnete und zeichnete, legte er bereits 1774 vor. Obwohl der Entwurf vom Grundherrn Johann von Schwarzenberg bereits 1779 gebilligt worden war, konnte mit dem Bau erst zehn Jahre später begonnen werden, da das Privileg des Holzschwemmens auf der Großen Mühl, in die der Schwemmkanal münden sollte, bis dahin dem Bistum Passau gehörte. Ab 1789 erfolgte der Bau des ersten Teils, der sich über knapp 40 Kilometer erstreckte und vom Zwettelbach (Světlý potok) zum Hirschbach (Jelení potok) führte. Für die mit dem Projekt zusammenhängenden Leistungen wurde Rosenauer 1791 zum Direktor des Schwarzenbergischen Wassertransports befördert.
1799–1800 errichtete Rosenauer die Rechelbrücke sowie den 14,5 Kilometer langen Chinitz-Tettauer Schwemmkanal, der ebenfalls dem Abtransport von Holz aus dem Böhmerwald diente. Er ist heute ein Technisches Denkmal.
Ein weiteres Projekt Rosenauers waren die Rosenhofer Teiche, die er auf dem Gemeindegebiet von Sandl im Mühlviertel für die Grafen Czernin-Kinsky anlegte.
Josef Rosenauer starb 1804 69-jährig in seinem Haus in Krumau. An seinem Geburtsort Chvalšiny wurde im Jahre 2000 ein Museum des Schwarzenberger Schwemmkanals eröffnet. An seinem Geburtshaus befindet sich eine Gedenktafel.